# Phialophora dancoi
Phialophora dancoi är en svampart som beskrevs av Cabello 1989. Phialophora dancoi ingår i släktet Phialophora och familjen Herpotrichiellaceae.   Inga underarter finns listade i Catalogue of Life.